# Axel Meyer
Axel Julius Octav Meyer (22. november 1846 i København – 17. september 1914 smst) var en dansk fabrikant, borgerrepræsentant i København, bestyrelsesmedlem i Industriforeningen og direktør for Arbejdsgivernes Ulykkesforsikring.
Meyer var søn af fabrikant Jørgen Ernst Meyer. Han blev døbt den 14. marts 1847 i Trinitatis Kirke. Den 18. december 1877 ægtede han i Sankt Johannes Kirke Fanny Johanne Jensen (f. 2. Sept. 1856), datter af fhv. regnskabsfører ved Orlogsværftet Carl Gotfred Jensen og Caroline f. Lund. De fik syv børn: Den første datter, Ellen, blev kun seksten uger gammel og blev døbt blot to dage før sin død. Året efter fik de Ernst Carl Villiam, som døde i 1908, 28 år gammel på Øresundshospitalet af tuberkulose. Også den to år yngre bror, Aage Julius, som var malerlærling, døde 16 år gammel af tuberkulose. Samme skæbne ramte den tre-årige Willy August Emil. Den næste søn, Emil Axel Nikolai, der var uddannet som maskinarbejder, døde 24 år gammel i april 1914, et halvt år før faderen, som tilsyneladende havde slidt sig selv op på organisatorisk arbejde i dansk industri. Parret fik yderligere to børn, Knud Philip og Ellen Thora. Axel Meyer blev begravet på Assistens Kirkegård den 23. september 1914 fra Nazaret Kirke.
Efter at have gået på Borgerdydskolen i København blev han efter sin konfirmation uddannet som maler og lakerer i faderens virksomhed, samtidig med at han fik privat Undervisning i Sprog, kemi og tegning. Efter faderens død (1873) ledede han fabrikken for sin moder, tog borgerskab 1877 og blev 1882 med sin yngre broder Emil Meyer moderens medinteressent i firmaet «E. Meyer», som de 2 brødre dygtigt førte videre. Men Meyers mærkelig store arbejdsevne kunde ikke nøjes hermed, og han har i stedse voksende udstrækning deltaget i det offentlige liv.
Efter i 1874 at være bleven indvalgt i Industriforeningens Forevisningsudvalg blev han 1882 Medlem af denne Forenings Repræsentantskab, formand for legatudvalget i Industriforeningen fra 1886, og i 1888 medlem af dens bestyrelse, og af den gjort til Medlem af Komiteen for Den Nordiske Industri-, Landbrugs- og Kunstudstilling i Kjøbenhavn 1888, i hvis arbejder han tog virksom del, navnlig ved Ordningen af dens store danske Industriafdeling. 1882 var han medstifter af Rejsestipendieforeningen, hvis ivrige formand han var 1885-1894, og efter i 1885 at være bleven delegeret i Fællesrepræsentationen for dansk Industri og Haandværk valgtes han den 23. juli 1889 også til dens formand, dvs. til formand for de danske Industri- og Haandværkerforeningers samlede organisation. I denne Stilling, som han stadig beklædte indtil sin død, har han ihærdig arbejdet for at skaffe den danske industri indflydelse i samfundet, og som mærkepunkter for hans retning kan det nævnes, at det væsentlig var ved hans bestræbelser, at Næringslovskommissionen blev nedsat i 1890, og at han i 1895, da der nedsattes en parlamentarisk Toldkommission, foranledigede, at Fællesrepræsentationen sammen med foreningen «Det nationale Arbejde» nedsatte et fagligt Toldudvalg til Støtte for den danske industris toldinteresser. 1889-1897 var han Borgerrepræsentant i København. 1895 blev han medlem af Exportforeningens bestyrelse, 1896 af Komiteen for Danmarks deltagelse i Udstillingen i Stockholm osv. Ved siden af at røgte alle disse industrielle hverv har han endnu haft tid til at være et i høj grad virksomt medlem af en række velgørende foreninger, ikke at tale om, at han var medlem af Tivolis bestyrelse 1894-1914. Desuden medlem af den første bestyrelse for Teknologisk Institut fra den 30. maj 1907. Han var Kommandør af 1. grad af Dannebrog og Dannebrogsmand.